# Folegandros
Folegandros (græsk: Φολέγανδρος) er en lille ø i det græske øhav, der sammen med øerne Sikinos, Ios, Anafi og Santorini danner den sydlige del af øgruppen Kykladerne. Øen har et areal på 32,2 km2 og antallet af fastboende er 765. Øen er et rejsemål for øhoppere, der rejser fra ø til ø i det græske øhav. Byen Chora er øens højdepunkt i mere end én forstand. Der er mange klipper, men også badestrande.

## Historie
Der vides kun lidt om øens antikke historie. Indbyggerne var Dorere. Senere kom øen under Athens styre. Øen blev i 1207 vundet af venezieren Marco Sanudo og forblev under Venezia indtil 1566, da øen blev taget af osmanniske tyrkere. Grækerne generobrede øen i det 19. århundrede. 
Øen er tidlige blevet benyttet til eksilhjem for systemkritikere.

## Geografi
Folegandros' landskab er varieret og består bl.a. af høje klipper og en stor grotte. Øens hovedby, Chora, er bygget på kanten af en 200 meter høj klippe. Øens havn er i den lille landsby Karavostasis. Landsbyen Ano Meria har et lille men interessant økologisk og folkloristisk museum. Blandt de mest kendte badestrande på øen er Katergo, som kun er fremkommelig med båd. Der er både som sejler til Katergo stranden fra Karavostasis. Ketergo stranden bruges af naturister.

## Galleri
- Udsitg over Chora
- Chora set fra Panagia-kirken
- Et af øens huse
- Inde i "Kastro" i Chora